# 요한 뉘스트룀
요한 페르디난드 뉘스트룀(스웨덴어: Johan Ferdinand Nyström, 1874년 4월 16일 ~ 1968년 9월 30일)은 스웨덴의 육상 선수로 프랑스 파리에서 열린 1900년 하계 올림픽에 출전했다.
뉘스트룀은 마라톤 경기에 출전했다. 그는 경기를 마치지 않은 6명의 선수 중 한 명이다.

## 참고 문헌
- De Wael, Herman. Herman's Full Olympians: "Athletics 1900". 2010년 10월 6일 확인, 컴퓨터로는 여기서 볼 수 있음 보관됨 2006-02-11 - 웨이백 머신.
- Mallon, Bill (1998). 《The 1900 Olympic Games, Results for All Competitors in All Events, with Commentary》. McFarland & Company, Inc., Publishers. ISBN 0-7864-0378-0.